# Степанов, Павел Дмитриевич
Павел Дмитриевич Степанов (14 ноября 1898 — 27 января 1974) — археолог, этнограф, историк, доктор исторических наук, профессор, впервые выделивший примокшанскую культуру.

## Биография
Родился 14 ноября 1898 года в Саратове. В 1915 году, окончив Саратовское четырёхклассное училище, поступил на службу в Саратовскую почтовую контору. Впоследствии работал на станциях Улеши и Саратов Рязано-Уральской железной дороги. В это же время пошёл на общеобразовательные курсы при Саратовской консерватории. В 1925 году окончил лингвистическое отделение педагогического факультета Саратовского государственного университета имени Н. Г. Чернышевского.
В период с 1922 по 1932 год являлся научным сотрудником и впоследствии заведующим этнографическим отделом Саратовского областного музея краеведения, а в период с 1934 по 1938 год заведующим отделом истории этого же музея.
В период с 1927 по 1932 год ассистент кафедры археологии и этнографии Саратовского университета. В 1932–1934 годах на Дальнем Востоке: заведующий краеведческим пунктом Тугуро-Чумиканской культбазы Хабаровского края. В 1935–1938 старший научный сотрудник Нижневолжского института краеведения в городе Саратов. В 1938–1940 заведующий отделом истории Коми республиканского музея в Сыктывкаре, одновременно преподавал археологию в Коми государственном педагогическом институте.
В 1940 году переезжает в Саранск. В период с 1940 по 1941 год и с 1945 по 1946 старший научный сотрудник сектора истории Мордовского НИИ. С 1941 по 1942 годы являлся начальником планово-финансового отдела Управления кинофикации при Совете Народных Комиссаров Мордовской АССР.
С 1942 по 1945 год был командиром отделения и замполит роты в запасных частях Красной Армии. В 1946 году получил степень кандидата исторических наук за монографию «История мордовского народа с древнейших времён до XVI века». В этом же году, возвратившись в Саратов, стал преподавать на кафедре истории СССР Саратовского государственного педагогического института и Саратовского университета. С 1949 года, после получения звания доцента, становится заведующим кафедрой, сохраняя за собой этот статус до 1952 года. В 1959 году вышел на пенсию.
С 1965 года работал в Мордовском НИИ ЯЛИЭ (с 1968 года заведующий сектором археологии и этнографии), на кафедре истории СССР Мордовского государственного университета (1970–1974). В 1968 году за монографию «Ош Пандо» (1967) ему была присвоена учёная степень доктора исторических наук, а 1 марта 1971 года ректор Мордовского государственного университета Александр Сухарев присвоил ему звание профессора.
Умер 27 января 1974 года в больнице. Под больничной подушкой после смерти нашли черновик его новой работы.

## Научная деятельность
Как археолог, П. Д. Степанов считается учеником Павла Сергеевича Рыкова, в экспедициях которого он участвовал ещё в студенческие годы. В начале 1920-х годов участвовал в этнографической экспедиции в чувашские селениях Хвалынского уезда Саратовской губернии, а также публиковал в научных изданиях материалы о саратовских чувашах. Начиная с 1940 года под его руководством было проведено около 40 археологических экспедиций, давших большой материал для археологической карты Среднего Поволжья. Им были изучены памятники именьковской культуры, выделена примокшанская культура эпохи бронзы.
В 1950, 1952, 1954, 1956 гг. археологическая экспедиция под его руководством провела разведочное исследования в западных и северо-западных частях Чувашии. Им было открыто в республике около 20 поселений с балановская (фатьяновской) керамикой, после чего существование балановских (фатьяновских) поселений стало признанным фактом. Материалы исследованного им в 1950 году поселения в нижних слоях Изванкинского городища «Хула çучĕ» в Аликовском районе дали название завершающему хуласючскому этапу балановской культуры. В 1962 году им также была подготовлена и издана подробная археологическая карта западной части Среднего Поволжья, включая и территорию Чувашии. Является автором более 60 научных работ.

## Литереатура
- Арсентьев, Николай Михайлович. Павел Дмитриевич Степанов, 1898-1974 / Н. М. Арсентьев, В. И. Вихляев, К. И. Шапкарин. — Саранск: Тип. "Крас. Окт.", 1997. — 110 с. — ISBN 5-7493-0116-8.
- Исследования П.Д. Степанова и этнокультурные процессы древности и современности: материалы международной научной конференции, посвященной 100-летию П.Д. Степанова / Н. М. Арсентьев. — Тип. "Крас. Окт.", 1998. — 274 с.